# Ulrich Birkenheier
Ulrich Birkenheier (* 13. September 1949 in Bad Kreuznach) ist ein deutscher Jurist und Beamter. Er war zuletzt von 2012 bis 2014 Präsident des Militärischen Abschirmdienstes (MAD).

## Leben
Birkenheier machte 1968 sein Abitur und leistete im Anschluss daran seinen Wehrdienst ab. Von 1970 bis 1974 folgte das Studium der Rechtswissenschaft an der Universität des Saarlandes und später an der Rheinischen Friedrich-Wilhelms-Universität Bonn. Von 1975 bis 1977 absolvierte er das Rechtsreferendariat in Köln und legte 1977 das zweite juristische Staatsexamen in Düsseldorf ab.
Ab 1978 war Birkenheier in der Bundeswehrverwaltung tätig, zunächst als 2. Rechtsberater beim damaligen Wehrbereichskommando III, dann von 1981 bis 1983 als Rechtslehrer an der Offizierschule des Heeres in Hannover. Bis 1987 war er in verschiedenen Funktionen Referent im Bundesministerium der Verteidigung, ab 1988 im Bundeskanzleramt tätig, als Referent in der Gruppen 22 (Verteidigung) und 11 (Personalien der Bundesregierung) und. Leiter des Referats Haushalt und Organisation
Im Jahr 1995 übernahm er im Bundesministerium der Verteidigung (BMVg) das Referat P I 1 für Grundsatzangelegenheiten der Personalplanung und -entwicklung. Von 1998 an leitete er als Ministerialdirigent die Unterabteilung PSZ III für Sozialangelegenheiten, von 2005 an die Unterabteilung R I für Besondere Rechtsangelegenheiten und von April bis Juni 2012 die Unterabteilung R II (Rechtspflege, Sicherheit) der Abteilung R im BMVg.
Vom 1. Juli 2012 bis zum 11. Dezember 2014 übernahm Birkenheier die Amtsleitung des MAD und wurde dadurch politischer Beamter. Nachfolger Birkenheiers wurde Christof Gramm.
Birkenheier ist verheiratet und hat zwei Kinder.